# А капела
А капела или акапела певање (итал. a cappella — за капелу, тј. за интерну употребу) је назив за хорско певање без инструменталне пратње; музика писана за мушки, женски, дечји или мешовити хор без пратње или дело намењено да се изводи на такав начин. 
А капела музика је првобитно стварана за потребе цркве (грегоријанско појање).
Многе клапе у приморју певају а капела.

## Barbershop музика
Од 1940. године до данас у САД изузетну популарност стиче barbershop музика (енгл. barbershop music — музика бербернице). 
Карактерише је a капела стил певања, обично извођен четворогласно (квартет), где сваки од четири гласа има своју улогу: водећи пева мелодију, тенор пева хармонске тонове изнад мелодије, бас пева најниже хармонске тонове док баритон комплетира акорд.